# Erik und Tore Ahlsén

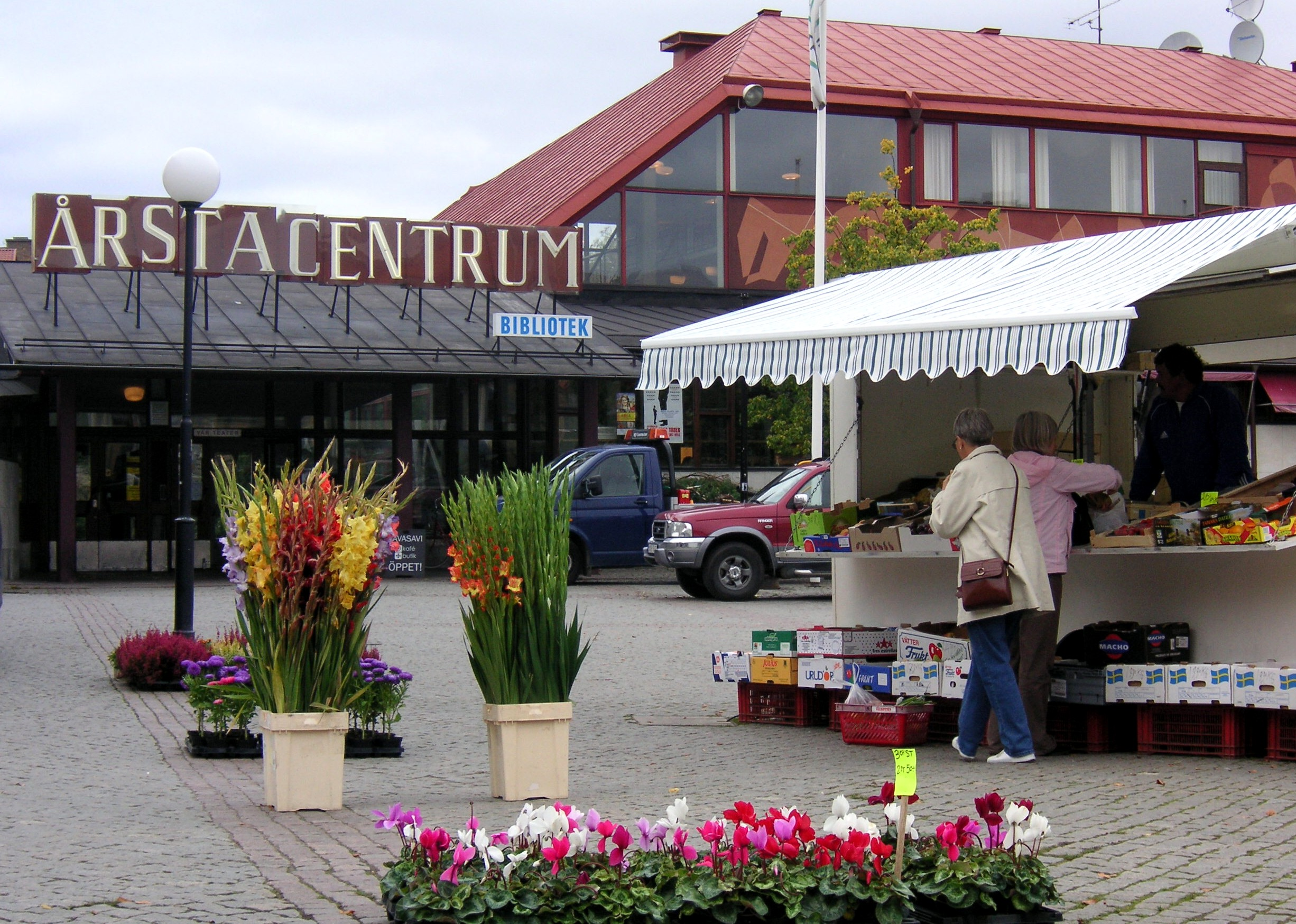
Årsta centrum 2007

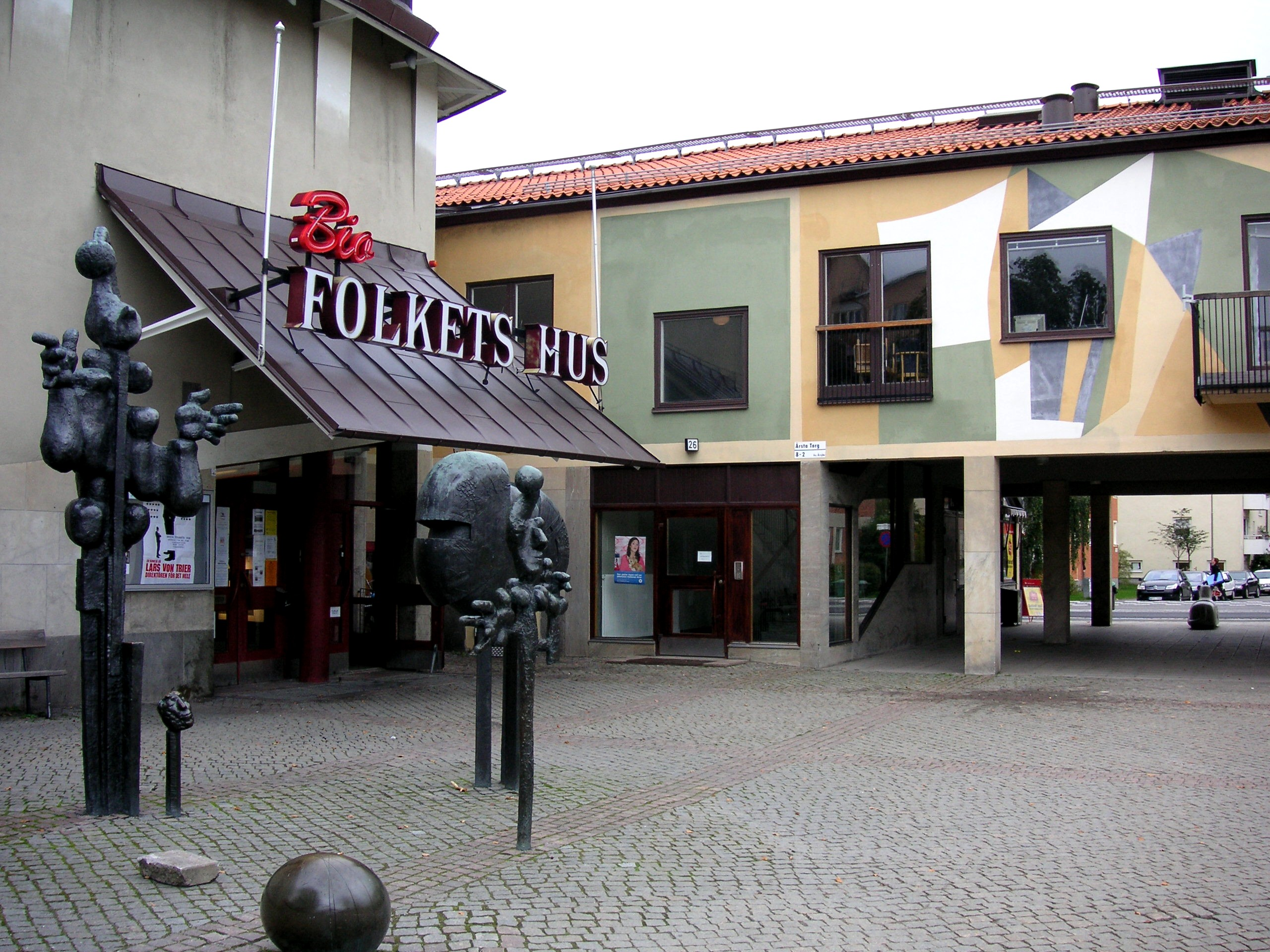
Årsta centrum 2007

Die Gebrüder Erik und Tore Ahlsén (* 1901, † 1988 respektive * 1906, † 1991) waren schwedische Architekten, die gemeinsam unter dem Namen Erik & Tore Ahlsén ein Architekturbüro in Stockholm betrieben.

## Leben und Werk
Erik und Tore Ahlsén wuchsen im Vorort Gröndal in Stockholm auf. Beide bekamen ihre Ausbildung zunächst an der Kunsthochschule und später an der Königlichen Technischen Hochschule in Stockholm. Erik Ahlsén war während 20 Jahren beim Architekturbüro der schwedischen Kooperativen Vereinigung Kooperativa Förbundet angestellt und Tore Ahlsén war Mitarbeiter bei den Architekten Erik Lallerstedt und Gunnar Asplund.
1937 eröffneten sie ihr gemeinsames Architekturbüro, das sie während ihres ganzen aktiven Berufslebens zusammen betrieben.  Die lange, praktische Erfahrung von großen Architekturbüros und bei renommierten Architekten spiegelt sich in ihren  Werken wider. Ihre Entwürfe umfassen u. a. Wohnungen, Zentrumanlagen, öffentliche Gebäude, aber auch Inneneinrichtungen und Möbel. Sie prägten die schwedische Architektur von den 1930er bis zum Ende der 1970er Jahre.
Als Beispiel für Ahlséns Arbeiten steht Årsta centrum im Stockholmer Stadtteil Årsta (1943–53). Es  war eines der ersten Vorortzentren Schwedens und wurde nach dem community centre Gedanken gestaltet. Um einen intimen Marktplatz gruppieren sich Bürgerhaus, Bibliothek, Theater, Versammlungsräume und ein Kino, während die Läden noch eine untergeordnete Rolle spielten. Die Fassaden wurden mutig mit abstrakten, großflächigen Mustern bemalt, was Kritik verursachte. Heute stehen diese Fassaden unter Denkmalschutz.

## Auswahl von Arbeiten
- Rathaus von Kristianstad, 1936–40
- Årsta centrum, Stockholm, 1943–54
- Warenhaus PUB, Stockholm, 1948–60
- Warenhaus Krämaren, Örebro, 1957–60
- Statens institut för byggnadsforskning, Gävle, 1972–76